# Condylostylus elegantulus
Condylostylus elegantulus är en tvåvingeart som beskrevs av Becker 1922. Condylostylus elegantulus ingår i släktet Condylostylus och familjen styltflugor.
Artens utbredningsområde är Costa Rica. Inga underarter finns listade i Catalogue of Life.